# Kobus
Kobus là một chi động vật có vú trong họ Bovidae, bộ Artiodactyla. Chi này được A. Smith miêu tả năm 1840. Loài điển hình của chi này là Kobus ellipsiprymnus Ogilby, 1833.

## Hình ảnh

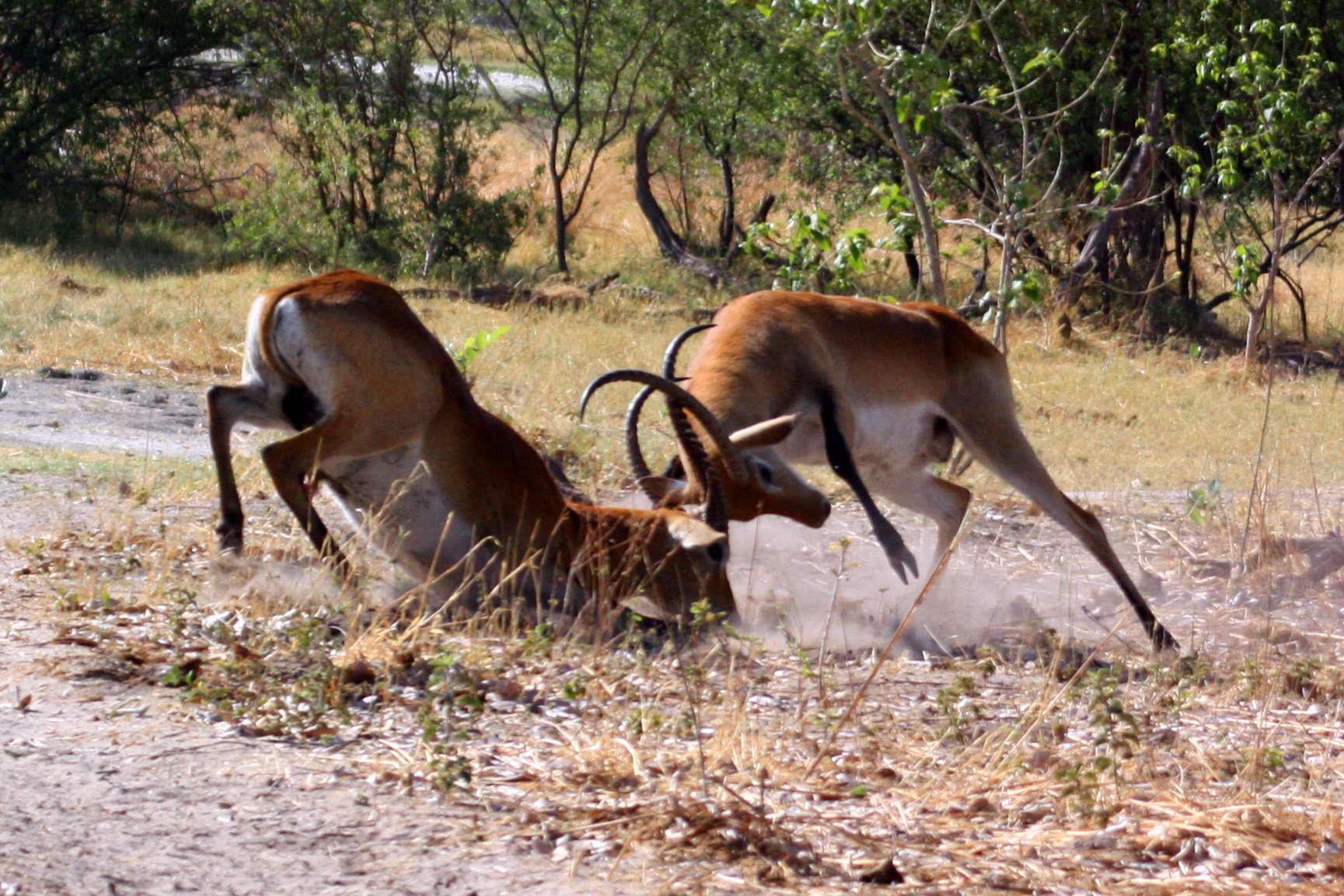
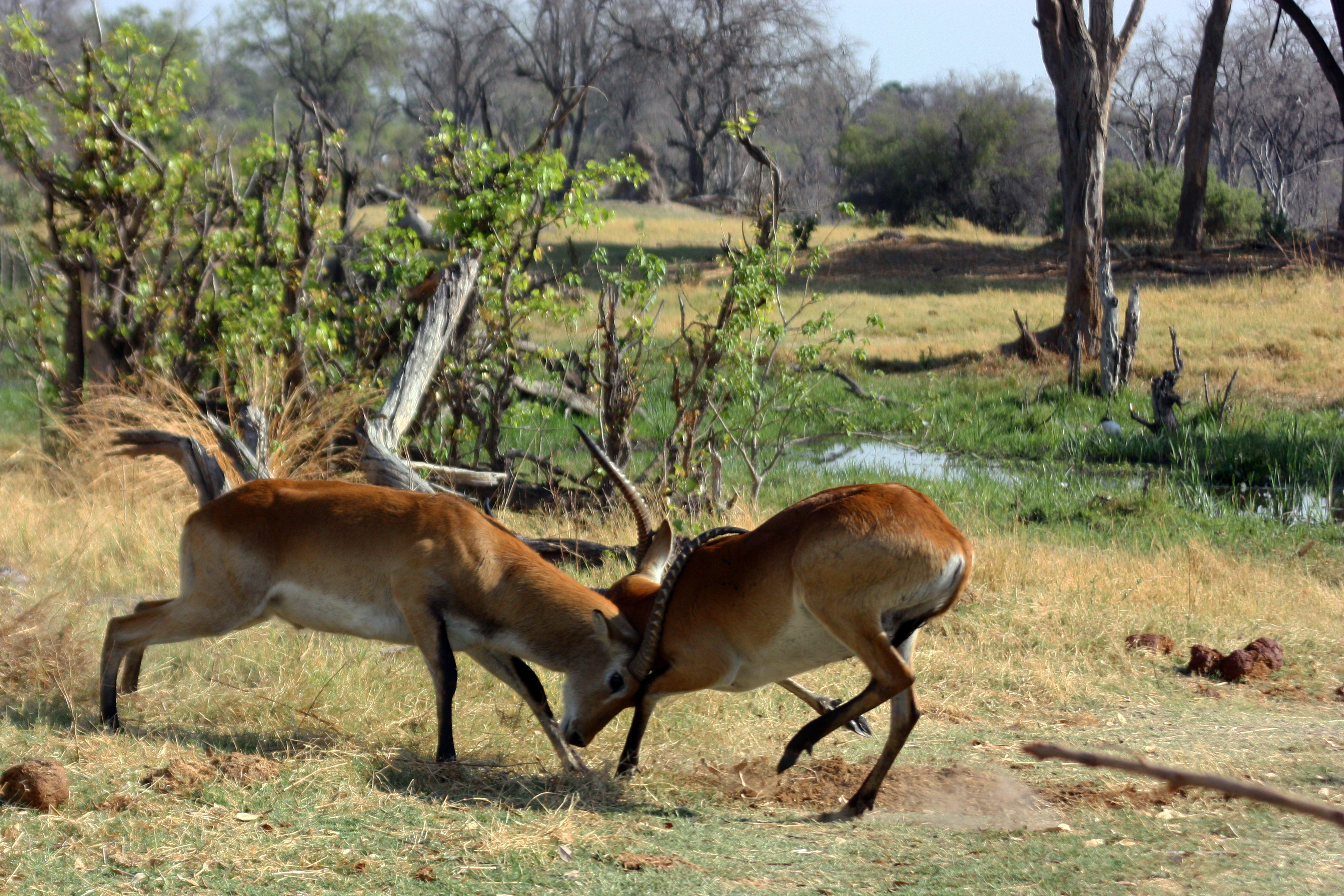
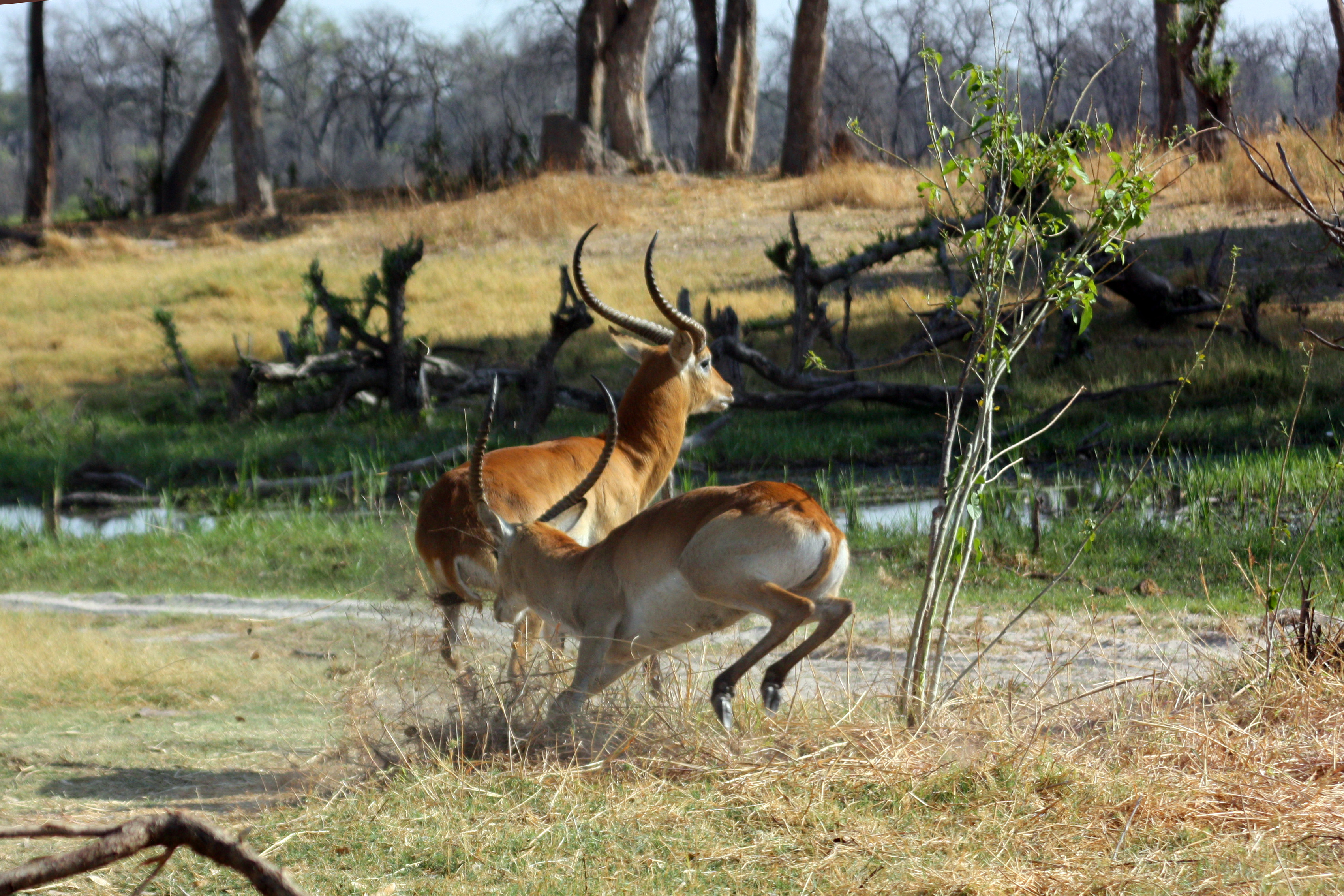
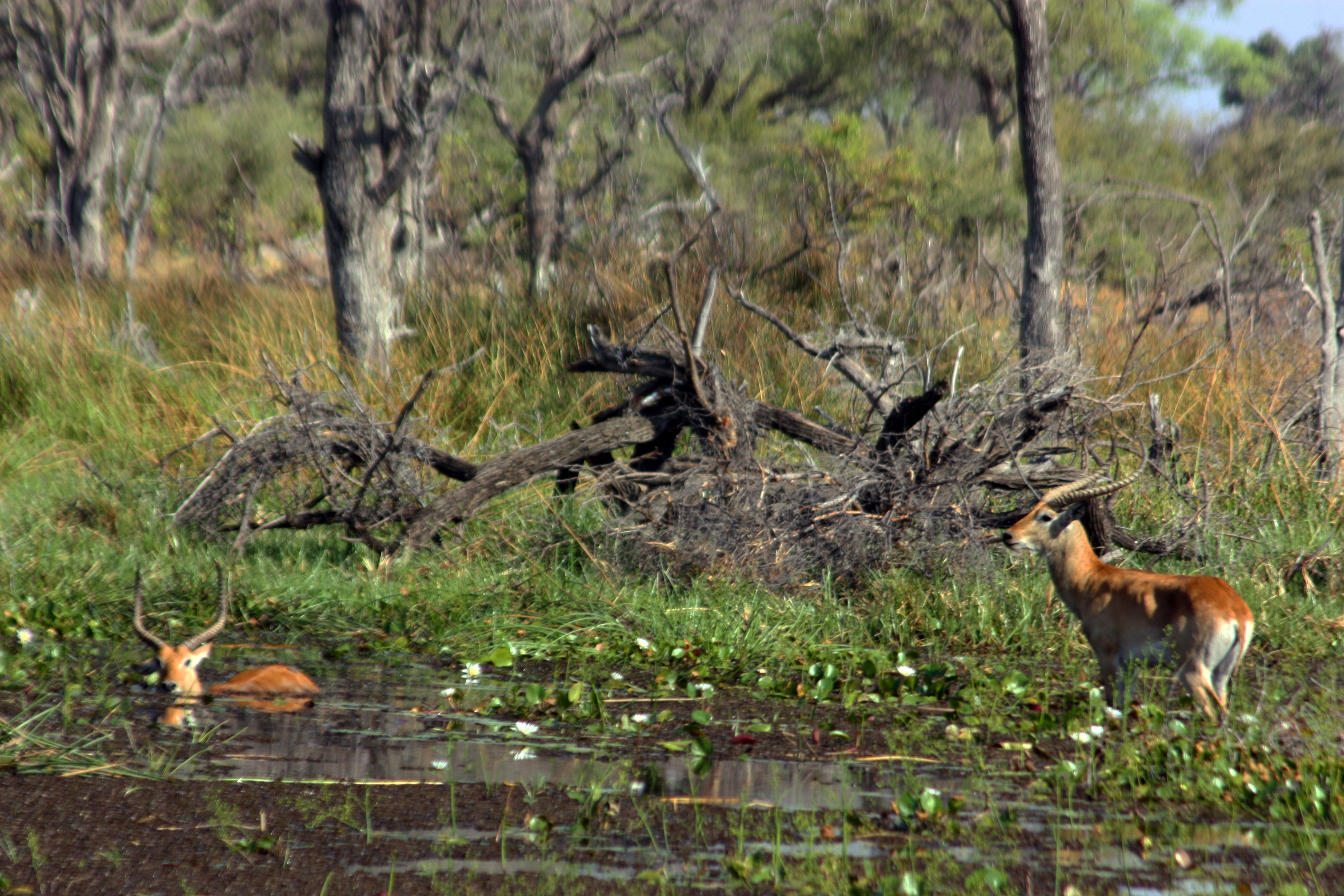

## Loài
- Chi Kobus[1][2]

| Hình ảnh | Danh pháp         | Tên thường gọi | Phân bố                                                              |
| -------- | ----------------- | -------------- | -------------------------------------------------------------------- |
|          | K. anselli        | Upemba lechwe  | Upemba wetlands, Democratic Republic of Congo                        |
|          | K. ellipsiprymnus | Waterbuck      | Northern South Africa north to Chad and west to Côte d'Ivoire        |
|          | K. kob            | Kob            | Senegal east to South Sudan and south to Uganda                      |
|          | K. leche          | Lechwe         | Botswana, Zambia, Democratic Republic of the Congo, Namibia, Angola  |
|          | K. megaceros      | Nile lechwe    | South Sudan and Ethiopia                                             |
|          | K. vardonii       | Puku           | Southern Democratic Republic of Congo, Namibia, Tanzania, and Zambia |